# Cantón de Précy-sous-Thil
El cantón de Précy-sous-Thil era una división administrativa francesa, que estaba situada en el departamento de Côte-d'Or y la región de Borgoña.

## Composición
El cantón estaba formado por dieciocho comunas:
- Aisy-sous-Thil
- Bierre-lès-Semur
- Braux
- Brianny
- Clamerey
- Dompierre-en-Morvan
- Fontangy
- Lacour-d'Arcenay
- Marcigny-sous-Thil
- Missery
- Montigny-Saint-Barthélemy
- Nan-sous-Thil
- Noidan
- Normier
- Précy-sous-Thil
- Roilly
- Thoste
- Vic-sous-Thil

## Supresión del cantón de Précy-sous-Thil
En aplicación del Decreto nº 2014-175 de 18 de febrero de 2014, el cantón de Précy-sous-Thil fue suprimido el 22 de marzo de 2015 y sus 18 comunas pasaron a formar parte del nuevo cantón de Semur-en-Auxois.